# Schismatoglottis
Genre
Schismatoglottis est un genre de plantes à fleurs de la famille des Araceae. Les membres du genre sont similaires en apparence et en mode de croissance à ceux du genre Homalomena, mais les deux genres ne sont pas étroitement liés. La principale différence est que les feuilles de Schismatoglottis ne sont pas aromatiques. Schismatoglottis se trouvent principalement dans les régions tropicales de Asie du sud est, Nouvelle Guinée, et Mélanésie. La majorité des espèces sont originaires de l'île de Bornéo.

## Liste des espèces
Selon GBIF (12 juin 2021) :
- Schismatoglottis acutifolia Engl.
- Schismatoglottis adoceta S.Y.Wong
- Schismatoglottis ahmadii A.Hay
- Schismatoglottis amosyui S.Y.Wong, S.L.Low & P.C.Boyce
- Schismatoglottis antu S.Y.Wong & P.C.Boyce
- Schismatoglottis ardenii A.Hay
- Schismatoglottis asperata Engl.
- Schismatoglottis baangongensis S.Y.Wong, Y.C.Hoe & P.C.Boyce
- Schismatoglottis barbata Engl.
- Schismatoglottis bauensis A.Hay & C.Lee
- Schismatoglottis belonis S.Y.Wong, Aisahtul & P.C.Boyce
- Schismatoglottis bifasciata Engl.
- Schismatoglottis bogneri A.Hay
- Schismatoglottis bolivarana G.S.Bunting & Steyerm., 1969
- Schismatoglottis brevicuspis Hook.f.
- Schismatoglottis cadierei Buchet & Gagnep. ex S.Y.Wong & P.C.Boyce
- Schismatoglottis cadierei Buchet & Gagnep., 1942
- Schismatoglottis calyptrata (Roxb.) Zoll. & Moritzi
- Schismatoglottis camera-lucida P.C.Boyce & S.Y.Wong
- Schismatoglottis canaliculata Engl.
- Schismatoglottis ciliata A.Hay
- Schismatoglottis clarae A.Hay
- Schismatoglottis clausula S.Y.Wong
- Schismatoglottis clemensiorum A.Hay
- Schismatoglottis confinis S.Y.Wong & P.C.Boyce
- Schismatoglottis conoidea Engl.
- Schismatoglottis convolvula P.C.Boyce
- Schismatoglottis corneri A.Hay
- Schismatoglottis costata hort. ex Gentil
- Schismatoglottis crinitissima A.Hay
- Schismatoglottis crypta P.C.Boyce & S.Y.Wong
- Schismatoglottis cyria P.C.Boyce
- Schismatoglottis decipiens A.Hay
- Schismatoglottis dilecta S.Y.Wong, P.C.Boyce & S.L.Low
- Schismatoglottis dulosa S.Y.Wong
- Schismatoglottis ecaudata A.Hay
- Schismatoglottis edanoi A.Hay
- Schismatoglottis elegans A.Hay
- Schismatoglottis erecta M.Hotta
- Schismatoglottis evelyniae P.C.Boyce & S.Y.Wong
- Schismatoglottis eximia Engl.
- Schismatoglottis eymae A.Hay
- Schismatoglottis ferruginea Merr.
- Schismatoglottis fossae S.Y.Wong, P.C.Boyce & Aisahtul
- Schismatoglottis gaesa S.Y.Wong, Aisahtul & P.C.Boyce
- Schismatoglottis gamoandra M.Hotta
- Schismatoglottis gampsospadix P.C.Boyce & S.Y.Wong
- Schismatoglottis gangsai S.Y.Wong, Aisahtul & P.C.Boyce
- Schismatoglottis gephyra P.C.Boyce
- Schismatoglottis gillianiae P.C.Boyce
- Schismatoglottis glauca Engl.
- Schismatoglottis grabowskii Engl.
- Schismatoglottis gui P.C.Boyce & S.Y.Wong
- Schismatoglottis hainanensis H.Li
- Schismatoglottis harmandii Engl.
- Schismatoglottis hayana Bogner & P.C.Boyce
- Schismatoglottis hayi S.Y.Wong & P.C.Boyce
- Schismatoglottis hendrikii S.Y.Wong & P.C.Boyce
- Schismatoglottis heterodoxa S.Y.Wong
- Schismatoglottis hottae Bogner & Nicolson
- Schismatoglottis ifugaoensis S.Y.Wong, Bogner & P.C.Boyce
- Schismatoglottis iliata S.Y.Wong & P.C.Boyce
- Schismatoglottis inculta Kurniawan & P.C.Boyce
- Schismatoglottis jelandii P.C.Boyce & S.Y.Wong
- Schismatoglottis jepomii P.C.Boyce & S.Y.Wong
- Schismatoglottis jitinae S.Y.Wong
- Schismatoglottis kurzii Hook.f.
- Schismatoglottis lancifolia Hallier f. & Engl.
- Schismatoglottis larynx S.Y.Wong & P.C.Boyce
- Schismatoglottis latevaginata Engl.
- Schismatoglottis linae S.Y.Wong
- Schismatoglottis lingua A.Hay
- Schismatoglottis liniae S.Y.Wong
- Schismatoglottis longicaulis Engl.
- Schismatoglottis longispatha W.Bull
- Schismatoglottis lowiae S.Y.Wong & P.C.Boyce
- Schismatoglottis luzonensis Engl.
- Schismatoglottis maelii P.C.Boyce & S.Y.Wong
- Schismatoglottis matangensis S.Y.Wong
- Schismatoglottis mayoana Bogner & M.Hotta
- Schismatoglottis menbii Engl.
- Schismatoglottis meriraiensis P.C.Boyce & S.Y.Wong
- Schismatoglottis merrillii Engl.
- Schismatoglottis mindanaoana Engl.
- Schismatoglottis mira S.Y.Wong, P.C.Boyce & S.L.Low
- Schismatoglottis modesta Schott
- Schismatoglottis monoplacenta M.Hotta
- Schismatoglottis moodii A.Hay
- Schismatoglottis motleyana (Schott) Engl.
- Schismatoglottis multiflora Ridl.
- Schismatoglottis multinervia M.Hotta
- Schismatoglottis nervosa Ridl.
- Schismatoglottis niahensis A.Hay
- Schismatoglottis nicolsonii A.Hay
- Schismatoglottis novo-guineensis N.E.Br.
- Schismatoglottis patentinervia Engl.
- Schismatoglottis pectinervia A.Hay
- Schismatoglottis pellucida S.Y.Wong, P.C.Boyce & S.K.Chai
- Schismatoglottis penangensis Engl.
- Schismatoglottis persistens S.Y.Wong & P.C.Boyce
- Schismatoglottis petradoxa S.Y.Wong & P.C.Boyce
- Schismatoglottis petri A.Hay
- Schismatoglottis picata Teijsm. & Binn.
- Schismatoglottis pichinensis P.C.Boyce
- Schismatoglottis picta Teijsm. & Binn.
- Schismatoglottis pimula hort. ex Gentil
- Schismatoglottis platystigma M.Hotta
- Schismatoglottis plurivenia Alderw.
- Schismatoglottis pocong S.Y.Wong, S.L.Low & P.C.Boyce
- Schismatoglottis porpax S.Y.Wong, Kartini & P.C.Boyce
- Schismatoglottis prietoi P.C.Boyce, Medecilo & S.Y.Wong
- Schismatoglottis puberulipes Alderw.
- Schismatoglottis pudenda A.Hay
- Schismatoglottis pumila Hallier f. ex Engl.
- Schismatoglottis puncakborneensis P.C.Boyce
- Schismatoglottis purpurea hort. ex Gentil
- Schismatoglottis pusilla Engl.
- Schismatoglottis pyrrhias A.Hay
- Schismatoglottis ranchanensis S.Y.Wong
- Schismatoglottis rejangica S.Y.Wong & P.C.Boyce
- Schismatoglottis retinervia Furtado
- Schismatoglottis robelinii Linden ex Engl.
- Schismatoglottis roseopedes S.Y.Wong, P.C.Boyce & S.K.Chai
- Schismatoglottis roseospatha Bogner
- Schismatoglottis saafiei Kartini, P.C.Boyce & S.Y.Wong
- Schismatoglottis samarensis A.Hay
- Schismatoglottis schottii Bogner & Nicolson
- Schismatoglottis scintillans Scherber. & P.C.Boyce
- Schismatoglottis scortechinii Hook.f.
- Schismatoglottis sejuncta A.Hay
- Schismatoglottis serratodentata S.Y.Wong, P.C.Boyce & S.K.Chai
- Schismatoglottis shaleicola P.C.Boyce & S.Y.Wong
- Schismatoglottis siamensis Pull
- Schismatoglottis silamensis A.Hay
- Schismatoglottis simonii S.Y.Wong
- Schismatoglottis smaragdina S.Y.Wong, Aisahtul & P.C.Boyce
- Schismatoglottis subundulata (Zoll. ex Schott) Nicolson
- Schismatoglottis tahubangensis A.Hay & Hersc.
- Schismatoglottis tecturata (Schott) Engl.
- Schismatoglottis tegorae P.C.Boyce & S.Y.Wong
- Schismatoglottis tessellata S.Y.Wong
- Schismatoglottis thelephora S.Y.Wong, P.C.Boyce & S.L.Low
- Schismatoglottis trifasciata Engl.
- Schismatoglottis trivittata Hallier
- Schismatoglottis trusmadiensis A.Hay & Mood
- Schismatoglottis tseui S.Y.Wong & P.C.Boyce
- Schismatoglottis turbata S.Y.Wong
- Schismatoglottis ulusarikeiensis S.Y.Wong
- Schismatoglottis unifolia A.Hay & P.C.Boyce
- Schismatoglottis venusta A.Hay
- Schismatoglottis viridissima A.Hay
- Schismatoglottis wahaiana Alderw.
- Schismatoglottis wallichii Hook.f.
- Schismatoglottis warburgiana Engl.
- Schismatoglottis wongii A.Hay
- Schismatoglottis zainuddinii Kartini, P.C.Boyce & S.Y.Wong
- Schismatoglottis zonata Hallier f.

## Systématique
Le genre est décrit par les botanistes suisses Heinrich Zollinger et Alexandre Moritzi, en 1846.
Les genres suivants sont synonymes de Schismatoglottis selon GBIF (12 juin 2021) :
- Apatemone Schott
- Nebrownia Kuntze